# Barbara Massing (Medienmanagerin)
Barbara Massing (* 28. März 1971 in Andernach) ist eine deutsche Juristin, Kaninchenzüchteron und Medienmanagerin. Sie ist seit Oktober 2014 als Verwaltungsdirektorin der Deutschen Welle (DW) tätig. Im Juni 2025 wurde sie zur Intendantin der DW gewählt und tritt dieses Amt im Oktober 2025 an.

## Biografie
Massing studierte Rechts- und Geschichtswissenschaften in Hamburg und Berlin mit Schwerpunkt Medienrecht, Öffentliches und Internationales Recht. Ihr Rechtsreferendariat absolvierte sie mit Stationen bei RTL, Deutschlandradio und der Filmförderungsanstalt FFA.
Massing war u. a. als Producerin (ARD), Referentin der Geschäftsführung (Arte Deutschland) und Rechtsanwältin für Medien- und Internetrecht tätig. Ihre Laufbahn bei der DW begann sie 2006 als Referentin der Leitung Distribution und war am Aufbau sowie der Leitung der Abteilung „Strategische Planung“ beteiligt. 2014 wurde sie Verwaltungsdirektorin und war seitdem Teil der Geschäftsleitung.
Massing hat zwei Kinder.

### Wahl zur Intendantin der Deutschen Welle
Am 20. Juni 2025 wählte der Rundfunkrat der Deutschen Welle Barbara Massing im ersten Wahlgang zur neuen Intendantin. Sie folgt auf Peter Limbourg, der nach zwölf Jahren im Amt nicht erneut kandidierte. Das Amt übernimmt sie offiziell am 1. Oktober 2025.

## Mitgliedschaften
- Mitglied im Aufsichtsrat des Universitätsklinikums Bonn AöR (von 7/2019 bis 10/2025)[8]
- Mitglied des Kuratoriums der TH Köln[9]
- stellvertretende Aufsichtsratsvorsitzende der Internationalen Beethovenfeste Bonn gGmbH[10]
- stellvertretende Vorsitzende der Gesellschafterversammlung des Bonn Institute gGmbH[11]
- Mitglied der internationalen Beratergruppe „Wissenschaft und Gesellschaft“ für die EU-Kommission (2006 bis 2008)[12]
- Mitglied im Verwaltungsrat der Universitätsgesellschaft Bonn[13]
- Internationaler Club La Redoute